# حرف مستنقعي
الحُرْف المستنقعي نوع نباتي يتبع جنس الحُرْف من الفصيلة الصليبية.

## الموئل والانتشار
موطنه بلاد الشام وتركيا والقوقاز.

## مرادفات للاسم العلمي
- (باللاتينية: Cardamine ochroleuca Stapf)